# Burghaus Breungeshain
Das Burghaus Breungeshain, auch Burg Breungeshain genannt, ist eine abgegangene Wasserburg am Eichelbach am westlichen Ortsrand von Breungeshain, einem Ortsteil der Stadt Schotten im Vogelsbergkreis in Hessen.
1314 wird in der Breungeshainer Kirchenchronik ein „Burghaus“ genannt, das die Schenck zu Schweinsberg mit dem Dorf zu Lehen hatten. Die Schenck bewohnten die kleine mit Wall und Wassergraben umgebene Burg. Als weitere Besitzer der Burg werden auch die Herren von Trimberg genannt.
Die Burg diente der Sicherung der Verbindungsstraße zwischen Breungeshain und Sichenhausen an der Stelle, wo diese „Sichenhäuser Straße“ den Eichelbach in einer Furt querte. Deshalb gaben die Bewohner nach und nach das Oberdorf auf und siedelten sich in der Nähe der Burg an.
Vermutlich wurde die Burg 1382 zusammen mit der Alteburg und dem Eppsteiner Schloss in Schotten von dem Rheinischen Städtebund zerstört.